# Sabicea thomensis
Sabicea thomensis är en måreväxtart som beskrevs av Joffroy. Sabicea thomensis ingår i släktet Sabicea och familjen måreväxter.
Artens utbredningsområde är São Tomé. Inga underarter finns listade i Catalogue of Life.